# McLaren MP4/2B
Der McLaren MP4/2B ist ein Formel-1-Rennwagen, der von McLaren in der Formel-1-Weltmeisterschaft 1985 eingesetzt wurde.

## Technik
Das Fahrzeug wurde von John Barnard mit Unterstützung von Gordon Kimball entworfen und von Niki Lauda und Alain Prost gefahren, wobei Lauda beim GP von Europa wegen einer zuvor in Spa erlittenen Verletzung von John Watson vertreten wurde. In den Fahrzeugen kam ein 1,5-Liter-TAG-Porsche-TTE-P01-V6-Turbomotor zum Einsatz. Im Laufe des Winters 84/85 nahm Barnard nur geringfügige Änderungen gegenüber dem Design des Vorgängermodells MP4/2A vor. In Übereinstimmung mit dem überarbeiteten Reglement wurde ein kleinerer Heckflügel montiert und die Aufhängung wurde modifiziert, um den Wechsel von Michelin- zu Goodyear-Reifen zu ermöglichen. Die 3 vorhandenen MP4/2A wurden zum MP4/2B umgerüstet und drei weitere Chassis wurden gebaut. Das sechste MP4/2-Chassis war dabei das erste Kohlefasermonocoque, das von McLaren selbst gebaut wurde.

## Einsatzgeschichte
Mit dem Fahrzeug gewann Alain Prost die Fahrerwertung und McLaren zum zweiten Mal in Folge die Konstrukteurswertung. Insgesamt erzielte McLaren mit dem Fahrzeug 6 Siege.